# Божиковецький заказник
Божикове́цький зака́зник — гідрологічний заказник місцевого значення в Україні. Розташований у межах Деражнянської міської громади Хмельницького району Хмельницької області, між селами Божиківці та Шелехове. 
Площа 76 га. Статус присвоєно згідно з рішенням 13 сесії обласної ради від 25.12.1997 року № 5. Перебуває у віданні: Деражнянська міська громада. 
Статус присвоєно для збереження водно-болотного природного комплексу заплави річки Рівок (Ровець). 